# Girls Educational and Mentoring Services
Girls Educational and Mentoring Services (GEMS) est une organisation américaine à but non lucratif, fondée en 1998 par la militante Rachel Lloyd. L'association propose son soutien aux filles et aux jeunes femmes victimes d'exploitation sexuelle commerciale, principalement des victimes mineures exploitées aux mains des proxénètes et des trafiquants. Le siège de l'organisation se trouve à Harlem, quartier de New York.
Fondée en 1998 par Rachel Lloyd, GEMS a aidé plusieurs centaines de jeunes filles à sortir de l'industrie du sexe. GEMS a fait campagne pour soutenir le vote de la loi Safe Harbor Act for Sexually Exploited Youth, qui prévoit que les jeunes filles n'ayant pas atteint 16 ans, quand elles sont arrêtées à New York à cause de leur activité de prostitution, ne soient pas traitées en délinquantes mais en victimes. La loi est votée en septembre 2008.
Le travail de GEMS a fait l'objet d'un documentaire en 2007 : Very Young Girls, diffusé sur Showtime. En 2007, Rachel Lloyd écrit son autobiographie : Girls Like Us ; elle y retrace son parcours pour créer GEMS.